# System 1 (Sega)
Cet article concerne le système d'arcade de Sega. Pour celui de Namco, voir System 1 (Namco). Pour les autres homonymes, voir System 1.
Le System 1, ou dans sa forme complète Sega System 1 (セガ システム 1), est un système d'arcade pour borne d'arcade créé par Sega et commercialisé mondialement en juillet 1983. Il est le premier de la série des « System » à reposer sur un microprocesseur 8 bits Zilog Z80. Son architecture a été développée à partir d'un prototype qui avait été commercialisé avec le jeu Super Locomotive en décembre 1982, uniquement au Japon.
De nombreux jeux System 1 ont été portés sur les consoles SG-1000 et Master System.

## Spécifications techniques

### Matériel commun
Sources,, :
- Processeur principal : Zilog Z80 cadencé à 4 MHz (instructions 8 et 16 bits, 0,58 MIPS)
- Graphisme :
  - Définition :
    - 256 × 224 (active)
    - 640 × 260 (surbalayage)

  - Nombre de couleurs : palette de 4 096 couleurs, dont 2 048 affichables en même temps
- Audio :
  - Processeur son : Zilog Z80 à 4 MHz (instructions 8 et 16 bits, 0,58 MIPS)
  - Générateurs de son :
    - Sega SN76496 à 4 MHz
    - Sega SN76496 à 2 MHz
- Mémoire :
  - Mémoire vive : 19,5 kbit
  - Mémoire morte : 136,25 kbit

### Spécificités du prototype
Sources,, :
- Graphisme :
  - Définition :
    - 248 × 224 (active)
    - 256 × 256 (surbalayage)

  - Nombre de couleurs : palette de 1 568 couleurs, dont 768 affichables en même temps
- Mémoire :
  - Mémoire vive : 7,781 25 kbit
  - Mémoire morte : 105,531 25 kbit

## Liste des jeux
| Titre                        | Développeur     | Éditeur                | Système            | Genre         | Date |
| ---------------------------- | --------------- | ---------------------- | ------------------ | ------------- | ---- |
| 4-D Warriors                 | Coreland        | Sega                   | System 1           | Shoot 'em up  | 1985 |
| Block Gal                    | VIC Tokai       | Sega                   | System 1           | Puzzle        | 1987 |
| Brain                        | Sega • Coreland | Sega                   | System 1           | Shoot 'em up  | 1986 |
| Bullfight                    | Coreland        | Sega • Bally Midway () | System 1           | Sport         | 1984 |
| Choplifter                   | Sega R&D 1      | Sega                   | System 1           | Action        | 1985 |
| Flicky                       | Sega R&D 1      | Sega • Bally Midway () | System 1           | Plates-formes | 1984 |
| Gardia                       | Sega • Coreland | Sega                   | System 1           | Shoot 'em up  | 1986 |
| I'm Sorry                    | Coreland        | Sega                   | System 1           | Action        | 1985 |
| Mister Viking                | Sega            | Sega • Bally Midway () | System 1           | Shoot 'em up  | 1984 |
| My Hero                      | Coreland        | Sega                   | System 1           | Action        | 1985 |
| Ninja Princess               | Sega R&D 1      | Sega                   | System 1           | Action        | 1985 |
| Noboranka                    | Data East       | Sega                   | System 1           | Shoot 'em up  | 1986 |
| Pitfall II: The Lost Caverns | Sega R&D 2      | Sega                   | System 1           | Action        | 1985 |
| Rafflesia                    | Sega • Coreland | Sega                   | System 1           | Shoot 'em up  | 1986 |
| Regulus                      | Sega            | Sega                   | System 1           | Shoot 'em up  | 1983 |
| Spatter                      | Sega R&D 1      | Sega                   | System 1           | Action        | 1984 |
| Star Jacker                  | Sega            | Sega • Stern ()        | System 1           | Shoot 'em up  | 1983 |
| Super Locomotive             | Sega            | Sega                   | System 1 prototype | Action        | 1982 |
| SWAT                         | Coreland        | Sega • Bally Midway () | System 1           | Shoot 'em up  | 1984 |
| Teddy Boy Blues              | Sega            | Sega                   | System 1           | Action        | 1985 |
| Up'n Down                    | Sega            | Sega • Bally Midway () | System 1           | Action        | 1983 |
| Water Match                  | Sega            | Sega • Bally Midway () | System 1           | Sport         | 1984 |
| Wonder Boy                   | Sega • Escape   | Sega                   | System 1           | Action        | 1986 |
| Wonder Boy Deluxe            | Sega • Escape   | Sega                   | System 1           | Action        | 1986 |